# Dudi Sela
Dudi Sela (ebraică: דודי סלע; n. 4 aprilie, 1985, la Kiriat Șmona, Israel) este un jucător profesionist de tenis din Israel. El este actualmente cel mai bun jucător israelian, clasat înaintea lui Harel Levy și Noam Okun.

## Începuturi
Părinții lui Sela, un șofer de autobuz și o asistentă medicală, au emigrat către Israel din România. Numele său inițial de familie era Sălăjean, dar a fost schimbat de tatăl său, pentru a fi mai ușor de pronunțat în Israel. La vârsta de doi ani, Dudi, diminutiv al lui David, a atins pentru prima dată o rachetă de tenis, iar la vârsta de șapte ani a început să joace tenis.